# Stazione di Sciacca
La stazione di Sciacca è stata una stazione ferroviaria posta lungo la ex linea ferroviaria a scartamento ridotto Castelvetrano-Porto Empedocle chiusa nel 1986, era a servizio del comune di Sciacca, non distante dalla zona portuale.

## Storia
La stazione venne inaugurata nel  21 febbraio 1914 insieme alla tratta Selinunte-Sciacca e rimase stazione di testa per nove anni, fino al 2 luglio 1923, quando venne aperto il tratto Sciacca-Ribera.

Automotrice RALn 60.11 nel giugno 1976 con la rimorchiata RDLn 32 ferma in stazione

Sciacca era stazione limite per la circolazione dei carri Prnz 68.100, che erano carri da trasporto speciali che permettevano il trasbordo e la circolazione diretta su linee a scartamento ridotto, di carri a scartamento ordinario; la circolazione di questi carri era tuttavia limitata alla tratta tra Castelvetrano e Sciacca, stazione limite del tratto privo di gallerie, in quanto le gallerie della linea a causa della loro sagoma ridotta non permettevano il transito dei carri a scartamento normale posti sui carri speciali a scartamento ridotto tra Sciacca e Porto Empedocle. La prima di questa gallerie si incontrava proprio all'uscita della stazione di Sciacca, sotto l'abitato della città, lunga poco più di un chilometro tra la stazione e il viadotto sopra il vallone Cava di Lauro.
A partire dal 1º gennaio 1986 la stazione cessò il suo funzionamento insieme alla tratta Castelvetrano-Sciacca-Ribera.
Da anni si discute di un suo possibile ripristino: la Legge 128/2017 include una porzione di 23 km della linea Castelvetrano-Porto Empedocle tra le 18 ferrovie turistiche da salvaguardare; la stazione dovrebbe essere ricollegata a quella di Castelvetrano permettendo l'instradamento verso le direzioni di Trapani e Palermo, collegando così la città con il capoluogo siciliano e quindi ai due aeroporti di Trapani-Birgi e Palermo-Punta Raisi.
Negli ultimi tempi si è tornato a parlare di un nuovo collegamento ferroviario tra Castelvetrano e Porto Empedocle, al fine di chiudere l'anello ferroviario attorno alla Sicilia. Il sito "Sicilia in progress" supportato da tecnici attivi nella progettazione ferroviaria, ha ipotizzato una moderna ferrovia del tutto ex-novo che esclude un recupero della linea preesistente, a causa delle asperità e della tortuosità del vecchio tracciato.
Tra i tratti più impervi quello tra Menfi e Sciacca con almeno tre gallerie di lunghezza prossima al chilometro ed un paio di viadotti in entrata a Sciacca, per una lunghezza complessiva di 600 metri.
Il fabbricato viaggiatori, vincolato dalla Soprintendenza ai Beni Culturali di Agrigento, risulta venduto a privati ed è interessato da lavori di ristrutturazione.

## Strutture e impianti
La stazione era costituita da un fabbricato viaggiatori centrale a due livelli, munito di pensilina sul primo binario. Il fabbricato viaggiatori oggi abbandonato è ancora in discreto stato di conservazione. Il fascio binari era costituito da tre binari passanti per precedenza e incroci e alcuni tronchini di servizio.
Il fabbricato viaggiatori era affiancato da un magazzino merci e dal locale dei servizi igienici oggi entrambi in stato di abbandono e in cattivo stato di conservazione.
Nell'area della stazione ferroviaria erano presenti la rimessa locomotive, la torre dell'acqua e la colonna idraulica per il rifornimento delle locomotive a vapore.

## Galleria d'immagini
Immagini attuali

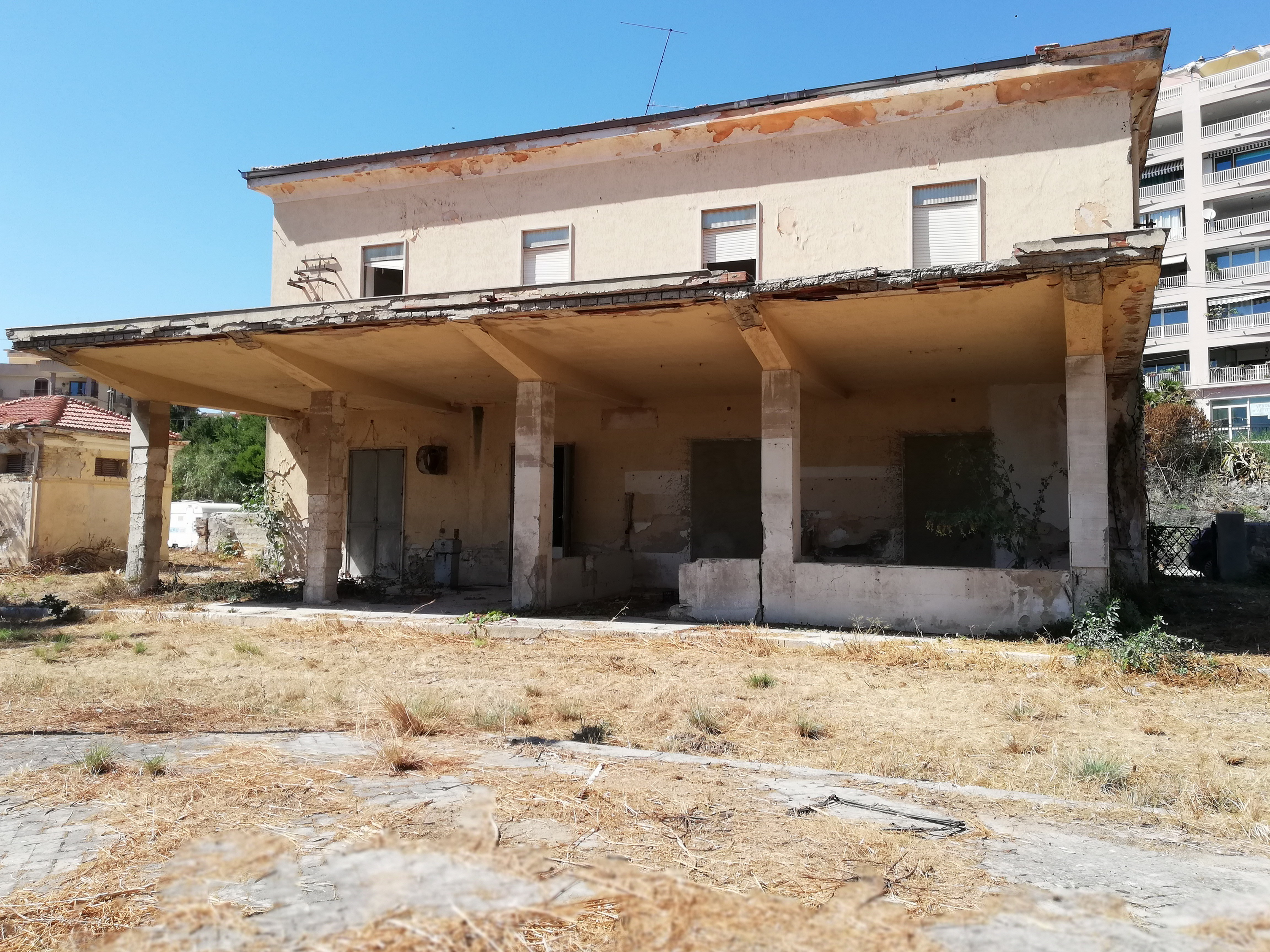
Il fabbricato della ex stazione, abbandonato ma in discreto stato di conservazione
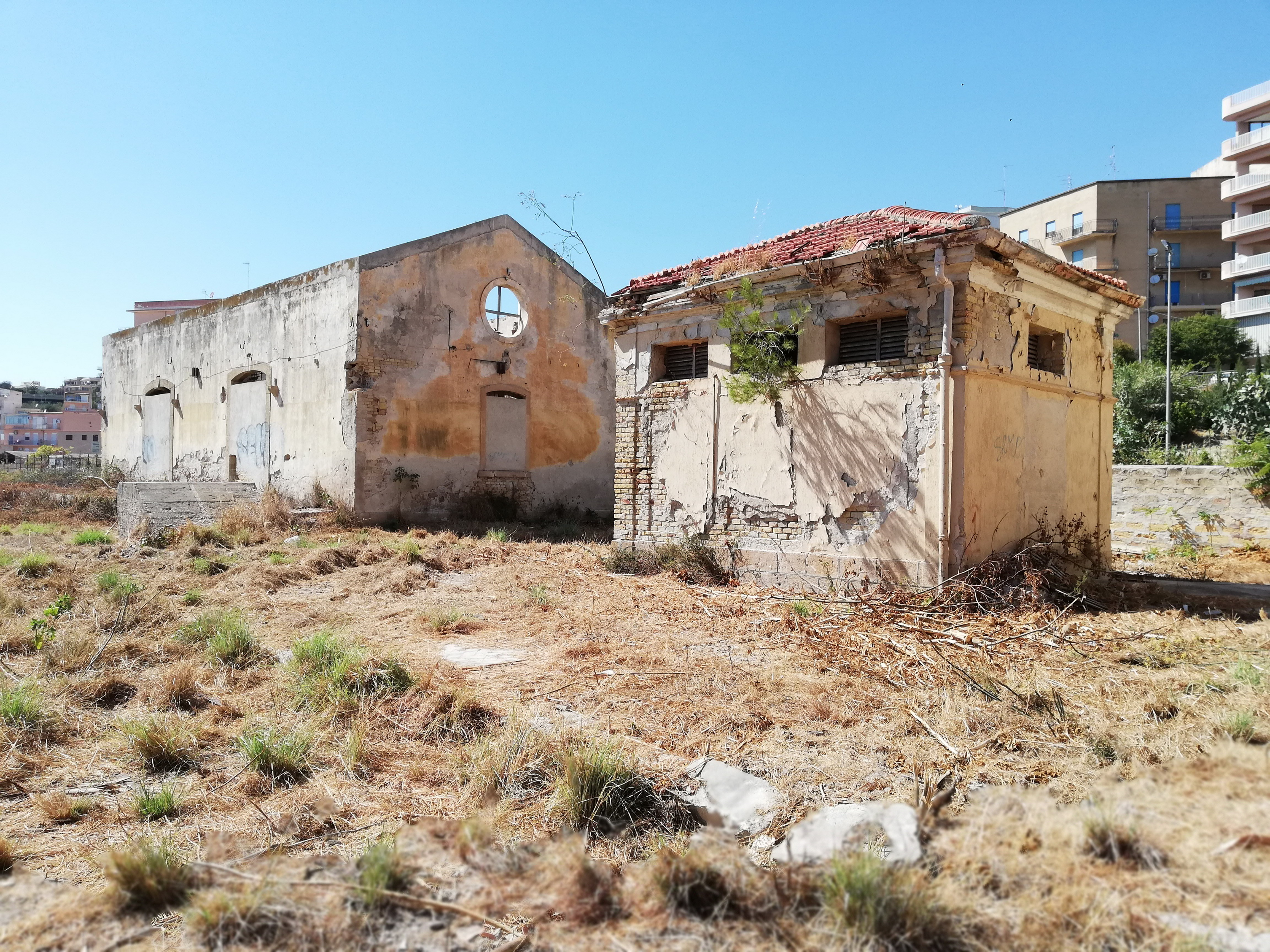
l'ex magazzino merci e il locale dei servizi igienici in stato di abbandono
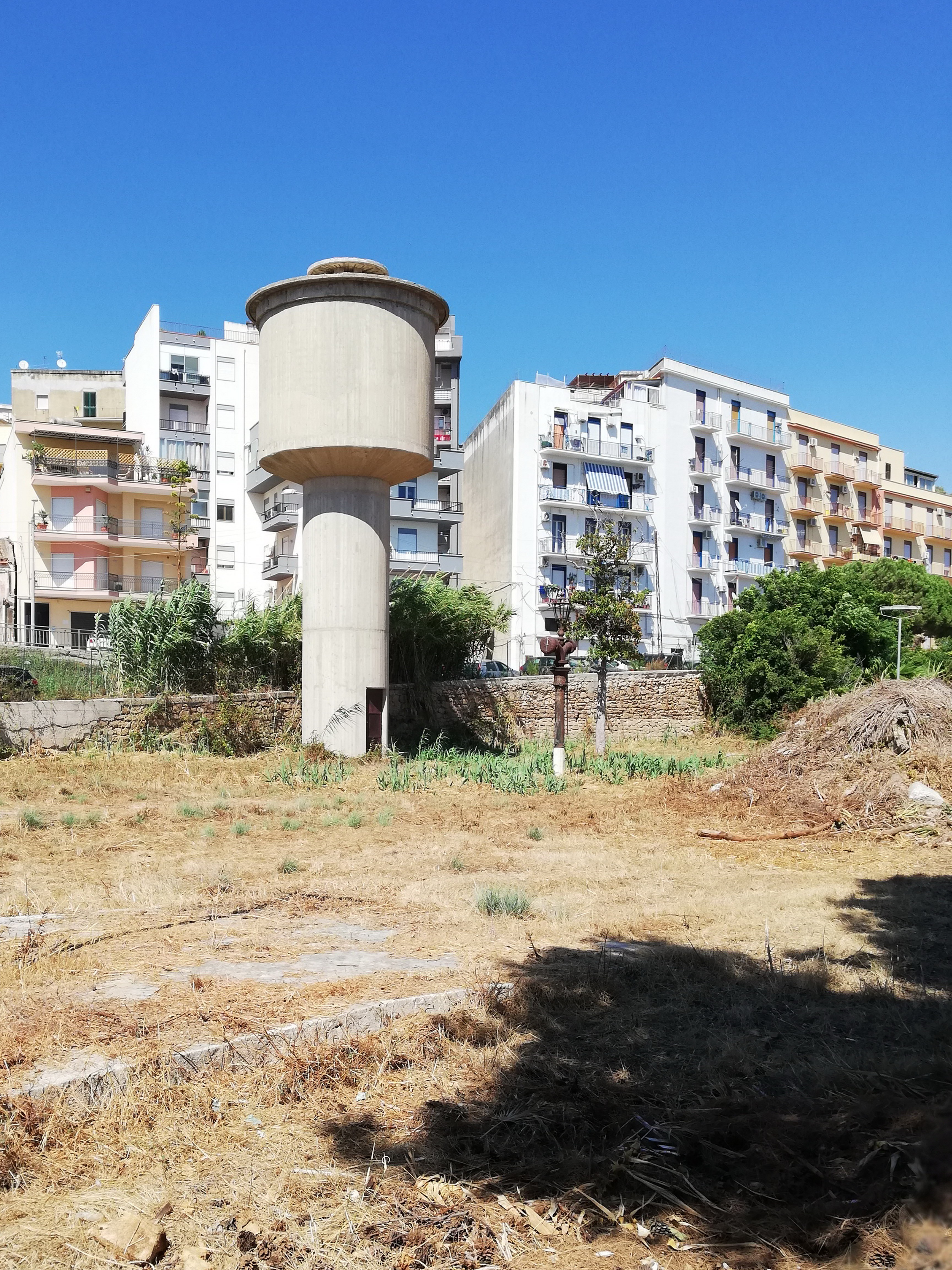
Il serbatoio dell'acqua e la colonna di rifornimento dell'acqua
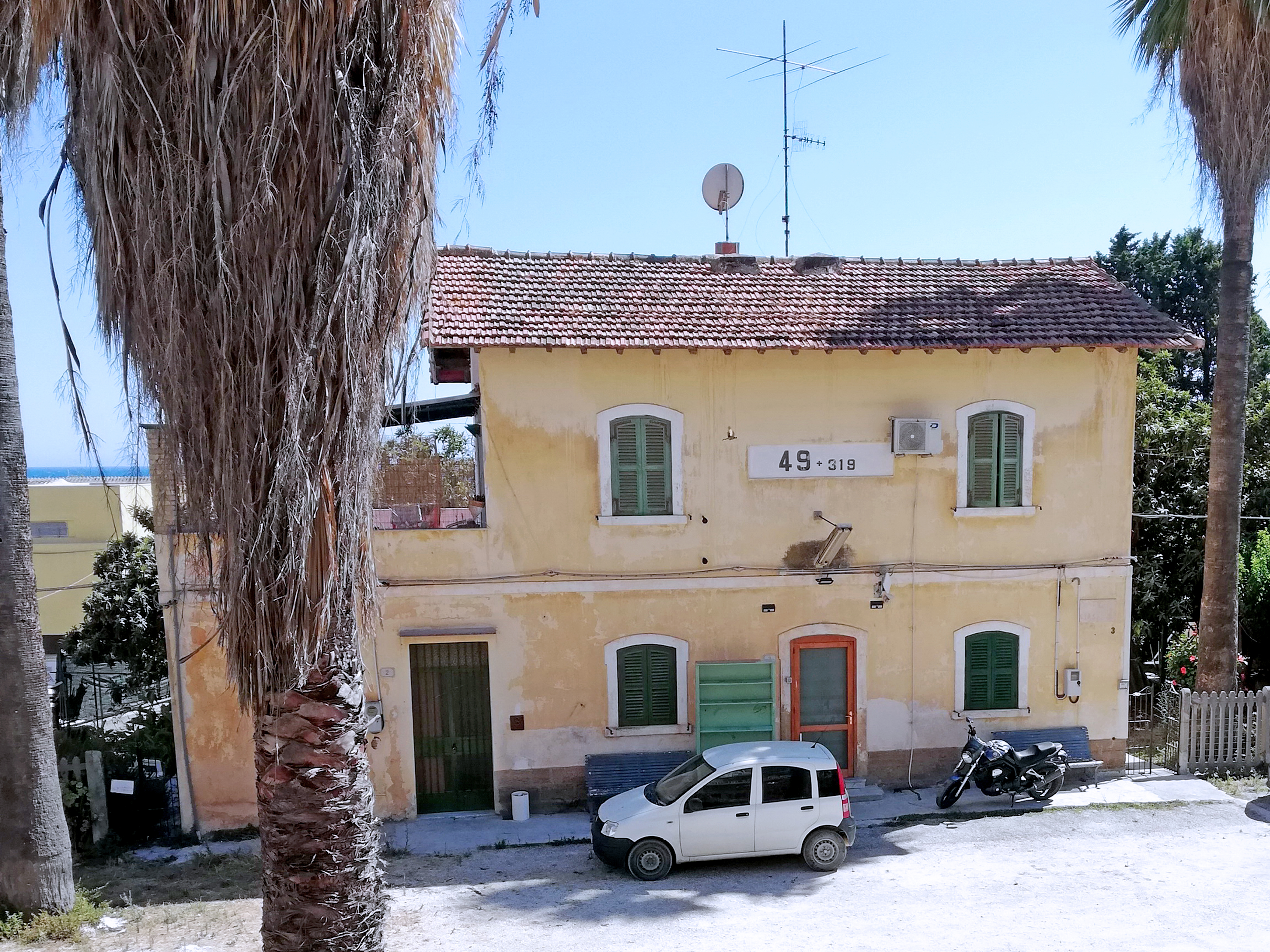
Ex-casello al km 49+319, nei pressi della stazione

Immagini del passato

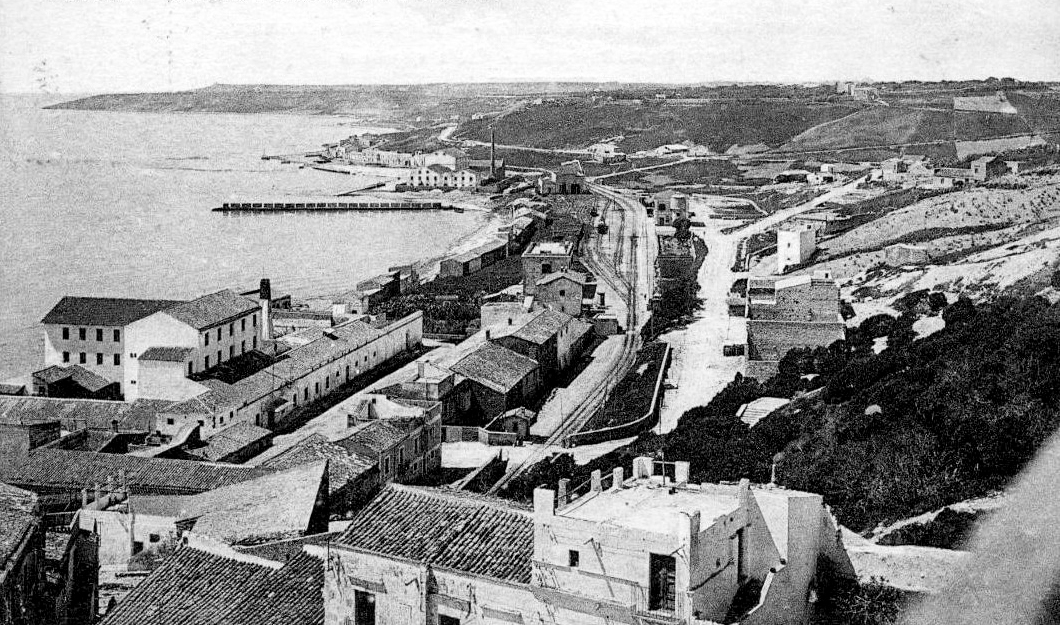
Stazione ferroviaria e panorama in una cartolina d'epoca
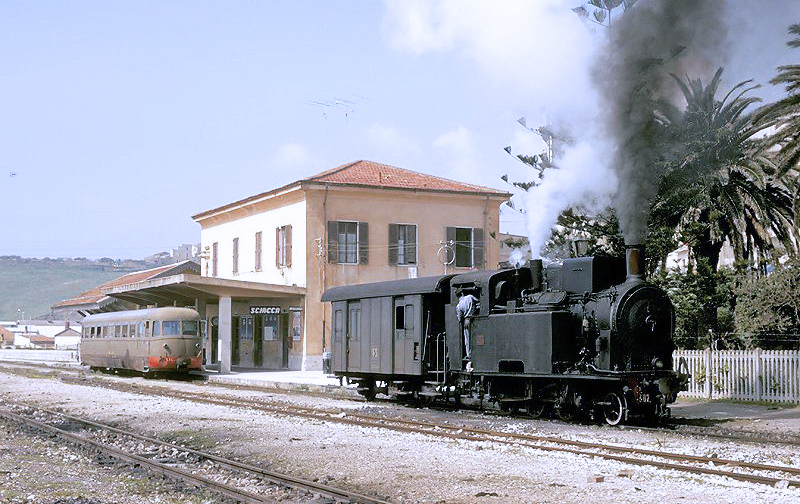
Automotrice RALn 60.22 e locomotiva R.302.006 in stazione nel marzo 1973
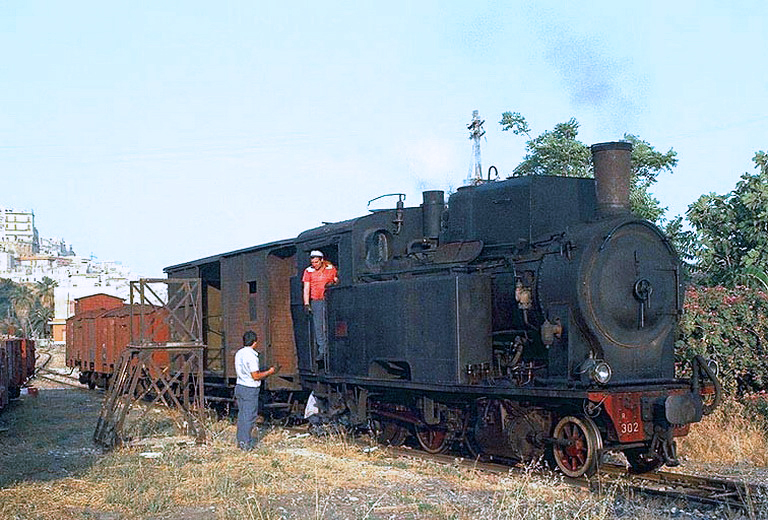
locomotiva R.302.019 in manovra allo scalo merci della stazione nel 1974
locomotiva R.302.028 in manovra allo scalo merci della stazione nel 1976
locomotiva R.302.028 in manovra allo scalo merci della stazione; sullo sfondo la rimessa
Rifornimento acqua in stazione di una locomotiva R.302 alla testa di un treno merci
Automotrice RALn 60.12 ferma in stazione nel maggio 1981
Locomotiva RD.142.2001 in manovra allo scalo merci nel settembre 1983